# (5006) Teller
(5006) Teller ist ein Asteroid des Hauptgürtels, der am 5. April 1989 von der amerikanischen Astronomin Eleanor Helin am Palomar-Observatorium (IAU-Code 675) entdeckt wurde.
Der Asteroid wurde nach dem ungarisch-amerikanischen Physiker Edward Teller benannt, einem Mitbegründer des Lawrence Livermore National Laboratory und „Vater der Wasserstoffbombe“.